# Carrick (Kalifornia)
Carrick – jednostka osadnicza w Stanach Zjednoczonych, w stanie Kalifornia, w hrabstwie Siskiyou.